# Sössen
Sössen is een plaats en voormalige gemeente in de Duitse deelstaat Saksen-Anhalt en maakt deel uit van de gemeente Lützen in de Landkreis Burgenlandkreis.
Sössen telt 228 inwoners.